# Ben Diederichs
Ben Diederichs (* 21. August 2005 in Münster) ist ein deutscher Basketballspieler.

## Werdegang
Diederichs spielte in der Jugend des ASC Theresianum Mainz, 2021 wechselte er für ein Jahr in den US-Bundesstaat North Carolina an die Calvary Day School. Mit der Spielgemeinschaft Team Südhessen trat er in der Nachwuchs-Basketball-Bundesliga an.
2024 wechselte Diederichs zum Drittligisten BBC Coburg. Er erhielt ebenfalls eine Spielberechtigung für den Bundesligisten Bamberg Baskets und wurde Anfang Dezember 2024 erstmals in der höchsten deutschen Spielklasse eingesetzt. Nach der Saison 2024/25 nahm Diederichs wegen anhaltender Kniebeschwerden Abstand vom leistungsbezogenen Basketballsport und widmete sich seinem Studium der Medizin.

### Nationalmannschaft
Diederichs bestritt Länderspiele für die deutsche U16-Nationalmannschaft.